# Kalanchoe rosulata
Kalanchoe rosulata är en fetbladsväxtart som beskrevs av E. Raadts. Kalanchoe rosulata ingår i släktet Kalanchoe och familjen fetbladsväxter. Inga underarter finns listade i Catalogue of Life.